# ماريا جوليانا رويز
ماريا جوليانا رويز ساندوفال (ولدت في 23 مايو 1978 في بوغوتا) هي السيدة الأولى لكولومبيا. وهي متزوجة من إيفان دوكي ماركيز، الذي أصبح رئيسا للبلاد في 7 أغسطس 2018، خلفا لخوان مانويل سانتوس.

## السيرة الذاتية

### السنوات الأولى
ولدت رويز في بوغوتا في عام 1978، للويس فرناندو رويز وغلوريا ساندوفال. وقد درست دراستها الأساسية في مدرسة ماريماونت، ثم التحقت فيما بعد بجامعة كزافييهية البابوية، حيث درست القانون.  بعد الانتهاء من دراستها الجامعية، انتقلت إلى باريس للدراسة في المعهد الكاثوليكي. وانتقلت في وقت لاحق إلى واشنطن العاصمة حيث حصلت على درجة الماجستير في القانون مع التركيز على الأعمال الدولية في كلية واشنطن للقانون في الجامعة الأمريكية. 

### الوظائف
وقد تمكنت رويز، التي كانت تعيش في واشنطن، من المشاركة المهنية مع منظمة الدول الأمريكية، حيث عملت لأكثر من عقد من الزمان في البداية بصفات مختلفة، ثم تحت إشراف الأمين العام والأمين العام المساعد، حيث تقود مشاريع ولجان المنظمة.
بعد تجربتها في الولايات المتحدة، عادت إلى بلدها الأصلي للانضمام إلى عيادة شايو، حيث شغلت منصب الأمين العام حتى أصبحت السيدة الأولى في البلاد في عام 2018، عندما انتخب زوجها إيفان دوكي ماركيز رئيسا لكولومبيا، خلفا لخوان مانويل سانتوس. من موقعها، قادت رويز مشاريع اجتماعية مختلفة، أبرزها التحالف الكبير للتغذية، وهي مبادرة تسعى إلى التخفيف من تأثير سوء تغذية الأطفال في البلاد.

## الحياة الشخصية
التقت رويز إيفان دوكي ماركيز في شبابه وبعد سنوات بدأت علاقة معه بينما كان يعيش في واشنطن العاصمة، تزوج الزوجان في 15 فبراير 2003 وعادا إلى كولومبيا عندما قرر دوكيه الترشح لمجلس الشيوخ في الجمهورية. وُلد أطفالهم الثلاثة في واشنطن: لوسيانا وإلويسا وماتياس.
وخلال جائحة «كوفيد-19» في كولومبيا، في 25 تشرين الثاني/نوفمبر 2020، كانت نتيجة فحصها لكوفيد-19 إيجابية، لكنها كانت عديمة الأعراض. الرئيس (دوكي) كان سلبياً.